# Solberga (Österåker)
Solberga è un'area urbana della Svezia situata nel comune di Österåker, contea di Stoccolma.
La popolazione risultante dal censimento 2010 era di 409 abitanti .